# Germán Chiaraviglio
Germán Pablo Chiaraviglio (Santa Fe, 16 aprile 1987) è un astista argentino.

## Palmarès
| Anno | Manifestazione                 | Sede           | Evento           | Risultato | Prestazione | Note             |
| ---- | ------------------------------ | -------------- | ---------------- | --------- | ----------- | ---------------- |
| 2003 | Mondiali allievi               | Sherbrooke     | Salto con l'asta | Oro       | 5,15 m      |                  |
| 2004 | Mondiali juniores              | Grosseto       | Salto con l'asta | Argento   | 5,45 m      |                  |
| 2005 | Campionati sudamericani        | Cali           | Salto con l'asta | Bronzo    | 5,10 m      |                  |
| 2006 | Mondiali juniores              | Pechino        | Salto con l'asta | Oro       | 5,71 m      |                  |
| 2006 | Campionati sudamericani        | Tunja          | Salto con l'asta | Oro       | 5,40 m      |                  |
| 2006 | Giochi sudamericani            | Buenos Aires   | Salto con l'asta | Oro       | 5,65 m      |                  |
| 2007 | Campionati sudamericani        | San Paolo      | Salto con l'asta | Argento   | 5,40 m      |                  |
| 2007 | Giochi panamericani            | Rio de Janeiro | Salto con l'asta | Bronzo    | 5,20 m      |                  |
| 2007 | Mondiali                       | Osaka          | Salto con l'asta | 18º (q)   | 5,55 m      |                  |
| 2008 | Giochi olimpici                | Pechino        | Salto con l'asta | nm (q)    | nm (q)      |                  |
| 2011 | Campionati sudamericani        | Buenos Aires   | Salto con l'asta | Argento   | 5,30 m      |                  |
| 2011 | Giochi panamericani            | Guadalajara    | Salto con l'asta | 4º        | 5,50 m      |                  |
| 2013 | Campionati sudamericani        | Cartagena      | Salto con l'asta | Argento   | 5,40 m      |                  |
| 2014 | Giochi sudamericani            | Santiago       | Salto con l'asta | Argento   | 5,35 m      |                  |
| 2015 | Campionati sudamericani        | Lima           | Salto con l'asta | Oro       | 5,70 m      |                  |
| 2015 | Giochi panamericani            | Toronto        | Salto con l'asta | Argento   | 5,75 m      | Record nazionale |
| 2015 | Mondiali                       | Pechino        | Salto con l'asta | 9º        | 5,65 m      |                  |
| 2016 | Giochi olimpici                | Rio de Janeiro | Salto con l'asta | 11º       | 5,50 m      |                  |
| 2017 | Campionati sudamericani        | Asunción       | Salto con l'asta | Oro       | 5,60 m      |                  |
| 2017 | Mondiali                       | Londra         | Salto con l'asta | 20º (q)   | 5,45 m      |                  |
| 2018 | Giochi sudamericani            | Cochabamba     | Salto con l'asta | Argento   | 5,40 m      |                  |
| 2019 | Campionati sudamericani        | Lima           | Salto con l'asta | Bronzo    | 5,21 m      |                  |
| 2019 | Giochi panamericani            | Lima           | Salto con l'asta | 5º        | 5,51 m      |                  |
| 2020 | Campionati sudamericani indoor | Cochabamba     | Salto con l'asta | Oro       | 5,50 m      |                  |
| 2021 | Campionati sudamericani        | Guayaquil      | Salto con l'asta | Oro       | 5,55 m      |                  |
| 2021 | Giochi olimpici                | Tokyo          | Salto con l'asta | dns       | dns         | [ 1 ]            |
| 2022 | Mondiali                       | Eugene         | Salto con l'asta | 28º (q)   | 5,30 m      |                  |
| 2022 | Giochi sudamericani            | Asunción       | Salto con l'asta | Oro       | 5,45 m      |                  |
| 2023 | Campionati sudamericani        | San Paolo      | Salto con l'asta | Oro       | 5,55 m      |                  |
| 2023 | Mondiali                       | Budapest       | Salto con l'asta | 22º (q)   | 5,35 m      |                  |
| 2023 | Giochi panamericani            | Santiago       | Salto con l'asta | Argento   | 5,50 m      |                  |